# Carlo Pistarino
Carlo Pistarino (Genova, 16 maggio 1950) è un attore, cabarettista e autore televisivo italiano.

## Biografia
Diplomato presso l'Istituto Professionale Alberghiero, prima di approdare al mondo dello spettacolo ha svolto diversi lavori tra cui il barista, il cameriere in Italia e Inghilterra, il vigile del fuoco e l'autista di linea nell'AMT di Genova per 11 anni (dal 1971 al 1982).
Nell'estate del 1981 partecipa al concorso per cabarettisti indetto dalla Cantina Cabaret di Genova vincendolo e aggiudicandosi così il Gavettino 1981. Il suo repertorio è frutto semplicemente di ciò che realmente vede svolgendo quel che è il suo lavoro, ossia l'autista di bus, o le burle che quotidianamente propina ai passeggeri – in pratica – uno spaccato della vita di tutti i giorni.
Approda con il suo spettacolo al Teatro Instabile di Genova riuscendo ad ottenere il tutto esaurito per diversi mesi. Viene così segnalato da Pierluigi Delucchi all'agenzia artistica Gentile & Marangoni di Milano, e iniziano le serate in tutta Italia con notevoli difficoltà per conciliare il lavoro di autista con quello di comico, fino al 1983, quando viene contattato per partecipare alla trasmissione televisiva Drive In, per la quale viene scelto proprio dall'ideatore di quella trasmissione, Antonio Ricci.
Finita l'esperienza del Drive In, durata quattro stagioni, arrivano per lui altri importanti show come Help, Help serale, Emilio, Buona Domenica, Il gioco dei 9, Dido... menica, La sai l'ultima?, Andy e Norman, Campioni di ballo, Scherzi a parte, Bellezze al bagno, emilio 90, Occhio allo specchio! e termina la sua presenza sulle reti Mediaset con la partecipazione a Ok, il prezzo è giusto!, nelle stagioni 1996-1998 affiancando Iva Zanicchi. Del 2000 è il suo passaggio alla RAI con Torno sabato, Torno Sabato la lotteria, Torno sabato e 3, Ma il cielo è sempre più blu, nelle vesti di autore è anche al Festival di Sanremo 2006, Sabato italiano con Pippo Baudo, Amore con Raffaella Carrà, Ti lascio una canzone e Tutti pazzi per la tele  con Antonella Clerici. Nel 2010 il suo ritorno alle reti Mediaset con lo show Io canto, condotto da Gerry Scotti. Partecipa anche al programma Saturday Night Live from Milano su Italia 1. Per 4 stagioni, dal 2013 al 2016, è autore alla trasmissione Colorado su Italia 1.
Nel 2012 ritorna a calcare il palcoscenico con Tutta colpa di Gino, al Teatro Sipario Strappato di Arenzano e poi per 10 repliche alla Sala Hàrpago del Gatto Blu di Catania. È autore e attore dello spettacolo Drive In the Reunion con il quale ha debuttato al Teatro Nuovo di Ferrara e poi al Casinò Perla di Nova Gorica. Nel 2019 è co-protagonista con Iva Zanicchi del film W gli sposi, diretto da Valerio Zanoli, con Paolo Villaggio nel suo ultimo ruolo cinematografico.
A teatro ha interpretato e scritto le commedie Te lo ricordi tu il purè e Sete, l'allegria de perdersi con Zuzzurro e Gaspare, regia di Alessandro Benvenuti e Andrea Brambilla. È come attore ne La cena dei cretini, regia di Andrea Brambilla, e per 3 stagioni del Borghese gentiluomo di Molière per la regia di Gianpiero Solari.

## Filmografia

### Cinema
- Italian Fast Food, regia di Lodovico Gasparini (1986)
- Al momento giusto, regia di Giorgio Panariello e Gaia Gorrini (2000)
- Una moglie bellissima, regia di Leonardo Pieraccioni (2007)

### Televisione
- Andy & Norman, regia di Gianfrancesco Lazotti — serie tv (1991-1992)
- Anni '60, regia di Carlo Vanzina — miniserie tv, solo puntata 1 (1999)
- Il Grande Torino, regia di Claudio Bonivento - miniserie tv (2005)
- W gli sposi, regia di Valerio Zanoli (2017) — film tv